# روزشمار ریاست‌جمهوری حسن روحانی (زمستان ۱۳۹۴)
این فهرست ، به روزشماری ریاست جمهوری حسن روحانی رئیس‌جمهور ایران، در زمستان سال ۱۳۹۴ می‌پردازد.

## دی
۱ دی

## حسن روحانی،رئیس‌جمهورسابق ایران در دیدار باوزارت اطلاعاتضمن تبریکمیلاد پیامبراسلام وهفته وحدتو تقدیر از تلاش‌های پرسنلوزارت اطلاعات، امنیت را یکی از نعمت‌های الهی برشمرد و گفت: «تضمین‌امنیت برای کلیه آحاد جامعه وظیفه اصلی دولت‌است.»[۱]
۲ دی
- حسن روحانی، رئیس‌جمهوری در ادامهٔ سفر کاروان تدبیر و امید به تهران و به‌منظور دیدار با مردم جنوب این استان، وارد شهر ری شد.

- رئیس‌جمهور، حسن روحانی در بدو ورود به شهر ری، به زیارت حرم عبدالعظیم حسنی رفت.

- رئیس جمهورحسن روحانی، در اجتماع مردم شهر ری با بیان اینکه ملت ما در اسفند ماه یک بار دیگر حماسه می‌آفرینند، تصریح کرد: «همهٔ مسئولان به تبعیت از رهبری به مسئله حق‌الناس بودن رأی مردم توجه خواهند داشت و این افتخار ایران در این منطقه است که هر انتخاباتی در آن باحضور اکثریت مردم برگزار شده است.»

- رئیس جمهورحسن روحانی، در نشستی با برگزیدگان شهر ری، مردم این منطقه را انسان‌هایی پرتلاش برشمرد و اظهار امیدواری کرد تا این سفر بتواند گامی خوب در راستای رفع مشکلات و خدمت بهتر به مردم این منطقه باشد.

- حسن روحانی، رئیس‌جمهوری در ادامه سفر استانی خود به شهر ری از بخش‌های مختلف تصفیه خانه هفتم آب تهران بازدید کرد و در جریان روند کاری انتقال آب این تصفیه خانه به منطقهٔ شهر ری قرار گرفت.

- عملیات اجرایی چندین پروژهٔ زیربنایی استان تهران در بخش‌های صنعتی و کشاورزی، در جریان سفر حسن روحانی، رئیس‌جمهوری به شهر ری، به صورت ویدئو کنفرانس آغاز شد.

۳ دی
- حسن روحانی، رئیس‌جمهوری در پیامی میلاد عیسی مسیح و نیز آغاز سال ۲۰۱۶ میلادی را به پاپ فرانسیس، رهبر کاتولیک‌های جهان و مسیحیان تبریک گفت.

- حسن روحانی، رئیس‌جمهوری در پیام‌های جداگانه‌ای به سران کشورهای جهان، فرارسیدن میلاد عیسی مسیح و همچنین آغاز سال ۲۰۱۶ میلادی را به آنان تبریک گفت.

۵ دی
- حسن روحانی، رئیس‌جمهوری در پیامی به همایش ملی «آموزش ابتدایی و تجلیل از دکتر غلامحسین شکوهی» در بیرجند، آموزش و پرورش را کلید توسعه پایدار دانست و تأکید کرد: «آموزش و پرورش کودک از تأثیرگذارترین عناصر در تربیت نیروی انسانی متعهد است.»

۶ دی
- حسن روحانی، رئیس‌جمهوری در مراسم گشایش بیست و نهمین کنفرانس بین‌المللی وَحدت اسلامی، با تأکید بر اینکه «فریاد جهان اسلام باید پایان خشونت و آغاز همکاری به یکدیگر باشد»، گفت: «امروز پاسخ به ندای پیامبر اسلام در گرو وحدت، پرهیز از خشونت و گسترش مودت اسلامی است.»

۷ دی
- حسن روحانی، رئیس‌جمهوری در پیام‌های جداگانه‌ای به سران کشورهای اسلامی، فرارسیدن میلاد حضرت محمد را به آنان تبریک گفت و ابراز امیدواری کرد در آستانه این میلاد، با تاسی به قرآنو سنت حسنه آن بزرگوار، بیش از گذشته شاهد تحکیم وحدت در میان ملل اسلامی و برقراری صلح در سراسر جهان باشیم.

۸ دی
- حسن روحانی، رئیس‌جمهوری هم‌زمان با زادروز پیامبر و حضرت جعفر صادق، در دیدار مسئولان نظام، میهمانان شرکت‌کننده در کنفرانس وحدت اسلامی، سفرای کشورهای اسلامی و جمعی از قشرهای مختلف مردم با سیدعلی خامنه‌ای، رهبر انقلاب، با تبریک میلاد نبی اسلام و حضرت صادق، پیامبر اسلام را اسوه اخلاق خواند و اظهارداشت: «حضرت محمد، درس وحدت، را برای جهان به ارمغان آورد.»

۱۰ دی
- حسن روحانی، رئیس‌جمهوری در نامه‌ای به حسین دهقان، وزیر دفاع و پشتیبانی نیروهای مسلح با اشاره به تداوم سیاست‌های خصمانه و دخالت غیرقانونی آمریکا در زمینه حق تقویت قدرت دفاعی جمهوری اسلامی ایران، به وی دستور داد که در چارچوب سیاست‌های دفاعی مصوب، برنامه تولید انواع موشک‌های مورد نیاز نیروهای مسلح با سرعت و جدیت بیشتری ادامه یابد.

۱۳ دی
- حسن روحانی، رئیس‌جمهوری در پیامی به مناسبت شهادت شیخ نمر باقر النمر، این اقدام غیرانسانی دولت عربستان را محکوم و در راستای سیاست‌های فرقه گرایانه، تروریسم و افراط دانست.

۱۵ دی
- حسن روحانی، رئیس‌جمهوری در دیدار وزیر امورخارجه دانمارک با بیان این که رویکرد دولت جمهوری اسلامی ایران در روابط بین‌المللی، رویکردی تعاملی و بر پایه برد – برد است، گفت: «اراده تهران توسعه روابط با کشورهای شمال اروپا و به‌ویژه دانمارک است.» او همچنین ضمن محکوم کردن اعدام شیخ نمر توسط آل سعود، اظهار داشت: «پاسخ انتقاد سربریدن نیست.»

- حسن روحانی، رئیس‌جمهوری در دیدار عبدالله عبدالله، رئیس اجرایی دولت افغانستان اظهار داشت: «اراده جمهوری اسلامی ایران، توسعه همکاری‌ها با همسایگان؛ از جمله کشور دوست افغانستان، در تمام عرصه‌های مورد علاقه است.»

۱۶ دی
- حسن روحانی، رئیس‌جمهوری طی نامه‌ای به صادق آملی لاریجانی، رئیس قوه قضائیه خواستار رسیدگی فوری به پرونده حمله به سفارت عربستان سعودی در ایران شد.

- حسن روحانی، رئیس‌جمهوری در دیدار ابراهیم جعفری، وزیر امور خارجه عراق، ضمن ابراز خرسندی از ادامه موفقیت‌های عراق در مقابله با تروریست‌ها در این کشور، گفت: «هرچقدر امنیت در عراق بیشتر باشد، موجب خوشحالی ملت ایران خواهد بود.»

۱۷ دی
- هیئت وزیران، ورود کالاهای تولید عربستان یا از مبدأ این کشور را از کلیه مبادی ورود کالا به کشور از جمله مناطق آزاد ممنوع اعلام و مصوب کرد که سفر عمره نیز تا اطلاع ثانوی متوقف می‌ماند.

۱۹ دی
- سید محمد احمدی، سفیر جدید جمهوری اسلامی ایران در ترکمنستان پیش از عزیمت به محل مأموریت خود با حسن روحانی، رئیس‌جمهوری دیدار و گفتگو کرد.

۲۱ دی
- حسن روحانی، رئیس‌جمهوری در مراسم افتتاح رسمی پالایشگاه فازهای ۱۵ و ۱۶ میدان گازی پارس جنوبی، تکمیل این پروژه توسط مهندسان ایرانی را نماد همکاری میان دستگاه‌های مختلف اجرایی کشور دانست و تصریح کرد: «دولت مصمم است همه فازهای پارس جنوبی را تا سال ۹۶ به پایان برساند.»

۲۲ دی
- حسن روحانی، رئیس‌جمهوری در دیدار گرهارد شرودر، صدراعظم سابق آلمان، روابط مثبت تاریخی میان ایران و آلمان را زیربنای توسعه همکاری‌ها برشمرد و با اشاره به نقش سازنده و مثبت آلمان در جریان مذاکرات هسته‌ای ایران با پنج به‌علاوه یک، اظهار داشت: «امروز در آستانه اجرای برجام شرایط برای ارتقاء بیشتر سطح روابط با ایران فراهم شده است و باید به گونه‌ای عمل کنیم تا همه طرف‌های مذاکره از این توافق احساس رضایت کنند.»

۲۳ دی
- حسن روحانی، رئیس‌جمهوری دیدار خانم «رتنو مرسودی»، وزیر امور خارجه اندونزی با بیان اینکه جمهوری اسلامی ایران و اندونزی، به‌عنوان کشوری که بیشترین جمعیت اسلامی را دارا می‌باشد، همواره روابط دوستانه‌ای داشته‌اند، گفت: «آمادگی داریم تا روابط و مناسبات خود را در همه زمینه‌ها با جاکارتا گسترش دهیم.»

۲۷ دی
- حسن روحانی، رئیس‌جمهوری به مناسبت توافق هسته‌ای و اجرای برنامه جامع اقدام مشترک (برجام)، در بیانیه‌ای خطاب به "ملت ایران " با تأکید بر اینکه "امروز برجام به فرجام رسید"، این پیروزی را تبریک گفت و اظهارداشت: «امروز دوران گذار از تحریم به توسعه است که نیاز به کار، ابتکار و سرمایه‌گذاری و استفاده از فرصت جدید از سوی همگان به‌ویژه جوانان عزیز دارد.»

- حسن روحانی، رئیس‌جمهوری هنگام تقدیم لایحه بودجه سال ۱۳۹۵ و برنامه ششم توسعه به مجلس، برجام را یک فرصت برای ایران دانست و تصریح کرد: «این پیروزی، دستاورد اراده ملت و اقتدار نیروهای نظامی بود و امیدوارم همه در ادامه برای پیشرفت کشور و رفاه مردم کنار هم باشیم.»

- حسن روحانی، رئیس‌جمهوری در نشستی با خبرنگاران ضمن ارائه گزارشی از عملکرد دستگاه دیپلماسی دولت تدبیر و امید و چگونگی فعالیت تیم مذاکره‌کننده هسته‌ای در مذاکرات با ۱+۵ و رسیدن به توافق و اجرای برجام به ملت ایران، به پرسش‌های خبرنگاران پاسخ داد. او همچنین در این نشست خبری در پاسخ به سؤالی پیرامون رد صلاحیت‌ها در انتخابات مجلس شورای اسلامی (۱۳۹۵–۱۳۹۴) که در همان روز نتایج اولیه آن اعلام شده بود، گفت: «اطلاعات اولیه‌ای که به من دادند خیلی خوشحال‌کننده نبود. در دو مرحله اول انتخابات وضعیت خوب و امیدوارکننده‌ای داشتیم؛ استقبال گسترده از ثبت‌نام و بررسی صلاحیت‌ها در هیئت‌های اجرایی، اما در مرحله نظارت برخی از افراد حالا به تعبیر خودشان احراز صلاحیت نشدند. ما بسیار امیدوار هستیم که شورای محترم نگهبان به این مسئله رسیدگی کند و اگر موردی، صلاحیتی تأیید نشده که قابل تأیید است که به نظر من این موارد فراوان است، شورای محترم نگهبان دخالت کند. من به‌عنوان رئیس‌جمهور از همه اختیاراتم در این زمینه استفاده خواهم کرد.»

- حسن روحانی، رئیس‌جمهوری در دیدار خانواده‌های شهدای هسته‌ای ایران، موفقیت کشور در دستیابی به توافق هسته‌ای را ثمره مجاهدت فرزندان ایران اسلامی، شهدای هسته‌ای و صبر خانواده‌های آنان دانست.

- حسن روحانی، رئیس‌جمهوری در دیدار «دی‌بار تولومئو»، رئیس مجلس نمایندگان لوکزامبورگ با بیان اینکه روابط نزدیک و خوب دولت‌ها همواره به نفع دو ملت خواهد بود، گفت: «روابط پارلمانی می‌تواند زمینه‌ساز روابط بهتر دولت‌ها باشد و با اجرای توافق برجام نیز، شرایطی به‌وجود آمده تا ایران و لوکزامبورگ بتوانند ارتباطات گسترده‌تری با هم داشته باشند.»

۲۸ دی
- حسن روحانی، رئیس‌جمهوری پس از اجرای رسمی برنامه جامع اقدام مشترک (برجام)، در نامه‌ای به علی خامنه‌ای، رهبر انقلاب اسلامی، ضمن تشریح دستاوردهای یازده‌گانه ایران اسلامی در حوزه‌های هسته‌ای، سیاسی، حقوقی و اقتصادی، تصریح کرد: «این دستاوردها با استقامت دوازده ساله مردم ایران در مقابل تمامی تهدیدها و تحریم‌ها و تحت رهبری آن فرزانه، محقق شد.»

- حسن روحانی، رئیس‌جمهوری در تماس تلفنی محمد اشرف غنی، رئیس‌جمهوری افغانستان، با تشکر از تبریک همتای افغانستانی خود به مناسبت اجرای رسمی برجام، اظهارداشت: «ملت و دولت ایران در طول تاریخ در کنار مردم افغانستان بوده‌اند و شرایط پسابرجام، زمینه را بیش از پیش برای تقویت همکاری‌های دوجانبه و چندجانبه منطقه‌ای فراهم کرده است.»

- حسن روحانی، رئیس‌جمهوری در دیدار یوکیا آمانو، مدیر کل آژانس بین‌المللی انرژی اتمی، که پس از اجرایی شدن برجام به ایران سفر کرده بود، حل و فصل موضوع هسته‌ای ایران را یکی از نمونه‌های مهم در تاریخ دیپلماسی معاصر دانست و افزود: «جمهوری اسلامی ایران همکاری‌های خود را با آژانس بین‌المللی اتمی ادامه خواهد داد و به تعهدات خود در برجام تا زمانی که طرف مقابل به تعهدات خود پایبند باشد، متعهد خواهد ماند.»

۲۹ دی
- حسن روحانی، رئیس‌جمهوری در همایش «اجرای برجام؛ فصل نو در اقتصاد ایران»، رونق و شکوفایی اقتصادی را جزو مهم‌ترین اهداف ملی جمهوری اسلامی ایران دانست و تأکید کرد: «با تلاش همگانی و حضور جوانان در صحنه، قادریم اقتصادی نوظهور را سامان دهیم.»

- حسن روحانی، رئیس‌جمهوری در تماس تلفنی دیوید کامرون، نخست‌وزیر انگلستان با وی، گفت: «همه باید تلاش کنیم تا توافق هسته‌ای به خوبی اجرایی و عملیاتی شود. جمهوری اسلامی ایران مشروط بر آنکه طرف مقابل به تمام تعهداتش عمل کند، به همه تعهدات خود عمل خواهد کرد.»

- حسن روحانی، رئیس‌جمهوری در دیدار نواز شریف، نخست‌وزیر پاکستان با بیان اینکه روابط ایران و پاکستان همواره از ویژگی‌های خاصی برخوردار بوده و مردم دو کشور ارتباط نزدیکی با هم دارند، گفت: «توافق هسته‌ای ایران با ۵+۱ یک موقعیت مناسبی را برای همه کشورهای منطقه به‌وجود آورده است و ما در این فضا می‌توانیم از ظرفیت‌های یکدیگر در جهت ارتقاء سطح روابط و همکاری‌های مشترک به نفع ملتها بهتر بهره‌برداری کنیم.»

- حسن روحانی، رئیس‌جمهوری در تماس تلفنی نیکلاس مادورو، رئیس‌جمهوری ونزوئلا با وی، گفت: «موفقیت جمهوری اسلامی ایران در اجرای رسمی برجام، درحقیقت موفقیت همه ملت‌ها و دولتهای آزادی‌خواه جهان است.»

۳۰ دی
- حسن روحانی، رئیس‌جمهوری در تماس تلفنی روسن پلونلیف، رئیس‌جمهوری بلغارستان با وی، با تشکر از تبریک همتای بلغارستانی خود به مناسبت اجرای رسمی برنامه جامع اقدام مشترک، اظهارداشت: «جمهوری اسلامی ایران پیوسته به بلغارستان به‌عنوان یکی از کشورهای دوست خود در اتحادیه اروپا می‌نگرد.»

- حسن روحانی، رئیس‌جمهوری در تماس تلفنی فؤاد معصوم، رئیس‌جمهوری عراق با ایشان، با تشکر از تبریک همتای عراقی خود به مناسبت اجرای رسمی برجام، به نقش حل و فصل موضوع هسته‌ای در کاهش خطر افزایش تنش‌ها که می‌توانست اثر سوئی روی منطقه برجای بگذارد، اشاره کرد و گفت: «اکنون با حصول توافق و اجرای برجام و رفع تحریمها، می‌توانیم سطح همکاری‌های اقتصادی و تجاری خود را با همسایگان، کشورهای دوست و به‌ویژه عراق با سرعت و شتاب بیشتری گسترش دهیم.»

## بهمن
۱ بهمن 
- حسن روحانی، رئیس‌جمهوری در همایش استانداران، معاونان و مدیران کل سیاسی و انتخابات و فرمانداران سراسر کشور، انتخابات را آزمایش الهی برای همگان دانست و در انتقادی بی‌سابقه از شورای نگهبان پیرامون موضوع رد صلاحیت‌ها گفت: «مجلس شورای اسلامی، نامش خانه ملت است نه خانه یک جناح؛ بگذاریم خانه ملت آینه واقعی ملت باشد و متعلق به همه مردم… اگر قرار است یک جناح در انتخابات حضور داشته باشد و یک جناح نه، دیگر به چه دلیل انتخابات برگزار می‌کنیم؟ احراز صلاحیت واقعی، متعلق به مردم است و این ملت بزرگ است که پای صندوق رأی آن کسی را که بهتر و اصلح است، برمی‌گزیند.»

- حسن روحانی، رئیس‌جمهوری در تماس تلفنی الهام علی اف، رئیس‌جمهور جمهوری آذربایجان با وی، با قدردانی از تبریک همتای آذربایجانی خود به‌مناسبت اجرای رسمی برجام گفت: «جمهوری اسلامی ایران همواره بر گسترش و تعمیق رابطه با همسایگان به‌ویژه آذربایجان تأکید دارد.»

۲ بهمن 
- حسن روحانی، رئیس‌جمهوری در تماس تلفنی رافائل کورئا، رئیس‌جمهور اکوادور با وی، ضمن تشکر از تبریک همتای اکوادوری خود به مناسبت اجرای رسمی برنامه جامع اقدام مشترک (برجام)، گفت: «جمهوری اسلامی ایران از گسترش و تعمیق روابط سیاسی، اقتصادی، تجاری، علمی و فناوری با اکوادور به‌عنوان کشوری تأثیرگذار در منطقه آمریکای لاتین استقبال می‌کند.»

۳ بهمن 
- حسن روحانی، رئیس‌جمهوری اسلامی ایران صبح شنبه در مجموعه فرهنگی-تاریخی سعدآباد تهران از شی جین پینگ، رئیس‌جمهوری خلق چین به‌طور رسمی استقبال کرد.

- جمهوری اسلامی ایران و جمهوری خلق چین در راستای تعمیق و تحکیم مناسبات و همکاری‌های مشترک هفده سند و یادداشت تفاهم همکاری را در حضور رؤسای جمهور دو کشور امضاء کردند.

- حسن روحانی، رئیس‌جمهوری در نشستی مطبوعاتی با همتای چینی خود اظهارداشت: «دو کشور دربارهٔ سند جامع همکاری‌های بیست و پنج ساله تهران – پکن گفتگو و تبادل نظر کرده‌اند.

- حسن روحانی، رئیس‌جمهوری و شی جین پینگ، رئیس‌جمهوری خلق چین، صبح شنبه و در نشست هیئت‌های عالی‌رتبه دو کشور، با اشاره به جزئیات بیانیه مشترک مشارکت جامع راهبردی، اشتراک نظر تهران و پکن در زمینه ضرورت همکاری و هماهنگی نزدیک برای مبارزه با تروریسم و حل و فصل مسایل کشورها و اختلافات منطقه‌ای از طریق سیاسی و گفتگو را مورد تأکید قرار دادند.

۴ بهمن 
- حسن روحانی، رئیس‌جمهوری در دیدار «دان پرامودوینای»، وزیر امور خارجه تایلند، گفت: «روابط دیرینه ایران و تایلند پیوسته برپایه دوستی و صمیمیت میان دو ملت استوار بوده و سرمایه‌گذاران و بازرگانان دو کشور همواره و به رغم برخی مشکلات مربوط به دوران تحریمها، روابط و همکاری‌های خود را حفظ کرده و توسعه داده‌اند و امروز با لغو تحریمها، شرایط برای افزایش سطح تعاملات تهران و بانکوک بسیار مساعد است.»

- حسن روحانی، رئیس‌جمهوری در تماس تلفنی سرژ سرکیسیان، رئیس‌جمهوری ارمنستان با وی، با تشکر از تبریک همتای ارمنستانی خود به مناسبت اجرای رسمی برنامه جامع اقدام مشترک، اظهارداشت: «روابط دوستانه و صمیمانه ایران و ارمنستان به‌عنوان دو ملت مسلمان و مسیحی، سمبل و الگویی در جهان است به‌ویژه اینکه این روابط پیوسته رو به توسعه بوده است.»

- حسن روحانی، رئیس‌جمهوری در تماس تلفنی سرژ سرکیسیان، رئیس‌جمهوری ارمنستان با وی، با تشکر از تبریک همتای ارمنستانی خود به مناسبت اجرای رسمی برنامه جامع اقدام مشترک، اظهارداشت: «روابط دوستانه و صمیمانه ایران و ارمنستان به‌عنوان دو ملت مسلمان و مسیحی، سمبل و الگویی در جهان است به‌ویژه اینکه این روابط پیوسته رو به توسعه بوده است.»

۵ بهمن 
- حسن روحانی، رئیس‌جمهوری در تشریح اهداف سفرش به ایتالیا و فرانسه به خبرنگاران گفت: «این سفر در مقطع تاریخی بسیار مهم و پسابرجام و پساتحریم انجام می‌شود و از این رو از اهمیت بسزایی برخوردار است.»

- حسن روحانی، رئیس‌جمهوری ایران در صدر هیئت بلندپایه‌ای وارد فرودگاه «چامپینو» شهر رم شد و مورد استقبال پائولو جنتیلونی، وزیر امور خارجه ایتالیا قرار گرفت.

- حسن روحانی، رئیس‌جمهوری ایران که برای سفری رسمی به ایتالیا سفر کرده است، روز دوشنبه از سوی سرجیو ماتارلا، رئیس‌جمهوری این کشور مورد استقبال رسمی قرار گرفت.

- حسن روحانی، رئیس‌جمهوری ایران دیدار سرجیو ماتارلا، رئیس‌جمهوری ایتالیا با اشاره به اینکه ظرفیتهای مشترک فراوانی برای ارتقای سطح همکاری‌های تهران - رم وجود دارد، اظهار داشت: «دو کشور در سالهای گذشته به دلیل تحریمهای ناعادلانه و نادرست نتوانستند از فرصتها و ظرفیتهای متقابل به خوبی استفاده کنند و اکنون زمان جبران است و باید همکاری‌های خود را با تعامل و در راستای منافع متقابل افزایش دهند.»

- حسن روحانی، رئیس‌جمهوری ایران از سوی متئو رنتسی، نخست‌وزیر ایتالیا و در محل کاخ موزه شهرداری رم مورد استقبال رسمی قرار گرفت.

- نشست رسمی رئیس‌جمهوری اسلامی ایران و نخست‌وزیر ایتالیا عصر دوشنبه به وقت رم، در محل کاخ موزه شهرداری رم برگزار شد.

- جمهوری اسلامی ایران و جمهوری ایتالیا، دوشنبه شب به وقت رم، در محل کاپیتول (رم) و در حضور رئیس‌جمهور ایران و نخست‌وزیر ایتالیا چهارده سند همکاری امضا کردند؛ اسنادی که راه را برای گسترش بیش از پیش روابط دو کشور هموارتر ساخت.

- حسن روحانی، رئیس‌جمهوری دوشنبه شب در نشستی خبری با حضور نخست‌وزیر ایتالیا در کاپیتول (رم) گفت: «حوزه‌های انرژی، فناوری‌های نوین، صنعت، معدن، کشاورزی و فرهنگی، از جمله حوزه‌های همکاری‌های مشترک دو کشور هستند و جمهوری اسلامی ایران برای ورود سرمایه و فناوری‌های جدید و در نهایت همکاری برای تولید و صدور محصولات مشترک آمادگی دارد.»

- حسن روحانی، رئیس‌جمهوری شامگاه دوشنبه به وقت محلی در دیدار متئو رنتسی، نخست‌وزیر ایتالیا گفت: «پیام انتخاب ایتالیا برای اولین سفر بعد از اجرای برنامه جامع اقدام مشترک (برجام) این است که ایران به دلیل روابط دوستانه و نزدیک و همکاری‌های گسترده‌ای که از سالیان گذشته با ایتالیا داشته اکنون نیز تمایل دارد فصل نوینی از روابط دو جانبه و منطقه‌ای را با این کشور آغاز کند.»

۶ بهمن 
- حسن روحانی، رئیس‌جمهوری در نشستی با بازرگانان ایرانی و ایتالیایی در رم، با تأکید بر اینکه تهران در همکاری‌ها و سیاست اقتصادی خود، پیگیر یک همکاری و مشارکت برد – برد است، گفت: «جمهوری اسلامی ایران به‌عنوان امن‌ترین و باثبات‌ترین کشور منطقه، پذیرای کارآفرینان و سرمایه‌گذاران خارجی و از جمله ایتالیایی است.»

- حسن روحانی، رئیس‌جمهوری و پاپ فرانسیس، رهبر کاتولیکهای جهان در دیداری که ظهر سه شنبه به وقت محلی در واتیکان انجام شد، لزوم همراهی و همکاری بیشتر کشورها و سازمان‌های بین‌المللی را برای رفع آلام بشری و توقف هر چه سریعتر درگیری و جنگ مورد تأکید قرار دادند.

- حسن روحانی، رئیس‌جمهوری شامگاه سه شنبه به وقت محلی در ادامه برنامه‌های دومین روز سفر به ایتالیا، در جمع پرشور تعداد زیادی از هموطنان ایرانی مقیم ایتالیا، گفت: «تحریم مشکل بزرگی پیش روی توسعه سریع کشور بود که ابعاد مختلف حقوقی، سیاسی، فنی و اقتصادی آن را بیش از پیش پیچیده کرده بود؛ اما توانستیم با قدرت منطق آن را برطرف کنیم.»

۷ بهمن 
- حسن روحانی، رئیس‌جمهوری در کنفرانس خبری در ایتالیا، دوران تحریم را دوران باخت – باخت برای روابط اقتصادی ایران و اتحادیه اروپا دانست و تأکید کرد: ما با آمریکا از همان ابتدا رابطه اقتصادی نداشتیم و همکاری اقتصادی با دیگر شرکا از جمله چین و روسیه نیز در دوره تحریم هرگز قطع نشد و در این میان بیشترین ضرر را اتحادیه اروپا برد.

- حسن روحانی، رئیس‌جمهوری در جریان سفر به رم پایتخت ایتالیا، از مجموعه تاریخی کولوسئوم، که از آثار باقی‌مانده از دوره امپراطوری روم باستان است، بازدید کرد.

- جمهوری اسلامی ایران و جمهوری ایتالیا در یک بیانیه مشترک، نقشه راه همکاری‌های تهران – رم را در حوزه‌های سیاسی، اقتصادی، فرهنگی، توریسم و علمی و فناوری تعیین کردند.

- حسن روحانی، رئیس‌جمهوری اسلامی ایران روز چهارشنبه به سفر رسمی خود به جمهوری ایتالیا پایان داد و رم را به مقصد پاریس؛ پایتخت فرانسه، ترک کرد.

- حسن روحانی، رئیس‌جمهوری در فرودگاه بورژه پاریس و در جمع خبرنگاران بر آغاز فصل جدید روابط جمهوری اسلامی ایران با اتحادیه اروپا از جمله فرانسه تأکید کرد.

- حسن روحانی، رئیس‌جمهوری در دیدار رؤسای شرکت‌های مهم فرانسوی که با حضور وزرای امور خارجه و اقتصاد فرانسه برگزار شد، تصریح کرد که هیچ مانعی برای همکاری شرکت‌های فرانسوی و ایرانی وجود ندارد و تهران از ورود سرمایه و تکنولوژی و ایجاد بازارهای مشترک در منطقه و جهان استقبال می‌کند.

- حسن روحانی، رئیس‌جمهوری در دیدار ژرار لارشه، رئیس مجلس سنای فرانسه، با تأکید بر ضرورت استفاده از فرصت پس از برجام، افزود: «در سالهای تحریم ظالمانه و نادرست، دو ملت ایران و فرانسه متضرر شدند و امروز باید تلاش کنیم با برقراری روابط گسترده و نزدیک، عقب ماندگی‌های گذشته را جبران کنیم.»

- حسن روحانی، رئیس‌جمهوری در جمع تعداد زیادی از ایرانیان مقیم این کشور، با اشاره به اینکه سفر به فرانسه یاد روزهای انقلاب را زنده می‌کند، گفت: ایرانیان خارج از کشور و به‌ویژه فرانسه نیز همراه با نهضت‌های بزرگ سده اخیر، در قرار دادن سرزمین ایران در چارچوب مردمسالاری دینی نقش مؤثر ایفا کرده‌اند.

۸ بهمن 
- مراسم استقبال رسمی از حسن روحانی، رئیس‌جمهوری اسلامی ایران صبح پنج‌شنبه به وقت محلی در مجموعه تاریخی اینولید پاریس با حضور لوران فابیوس، وزیر امور خارجه فرانسه و گارد احترام و رژه یگان نمونه آغاز شد.

- حسن روحانی، رئیس‌جمهوری در دیدار با خانم «ایرینا جئورجیوا بوکووا» مدیر کل و دیگر مقامهای ارشد یونسکو، ضمن تشکر از تلاش‌های این سازمان برای صیانت و معرفی آثار فرهنگی کشورمان، گفت: «متأسفانه آثار فرهنگی و باستانی منطقه ما توسط تروریست‌ها در حال نابودی است و ویران شدن و نابودی این آثار، ویرانی هویت مذاهب، فرهنگ‌ها و اندیشه‌ها است.»

- حسن روحانی، رئیس‌جمهوری در نشست فعالان اقتصادی و بخش خصوصی ایران و فرانسه که در محل انجمن کارآفرینان فرانسه (مدف) و با حضور نخست‌وزیر فرانسه و رئیس مدف برگزار شد، تصریح کرد: «پیام این گردهمایی، اعلام اراده جدی دو طرف، چه در بخش دولتی و چه بخش خصوصی، برای گسترش همکاری‌های اقتصادی است.»

- مراسم استقبال فرانسوا اولاند، رئیس‌جمهوری فرانسه از حسن روحانی، رئیس‌جمهوری اسلامی ایران در کاخ الیزه برگزار شد.

- جمهوری اسلامی ایران و جمهوری فرانسه با امضای ۲۰ سند همکاری، راه را برای تحرکی چشمگیر در روابط سیاسی، اقتصادی، فرهنگی و علمی، تهران – پاریس در دوره پسابرجام گشودند.

- حسن روحانی، رئیس‌جمهوری در ادامه سفر رسمی به فرانسه، رؤسای شرکت نفتی توتال فرانسه و شرکت هواپیمایی ایرباس را به‌طور جداگانه در محل اقامت خود در پاریس به حضور پذیرفت.

- حسن روحانی، رئیس‌جمهوری ایران و فرانسوا اولاند، رئیس‌جمهوری فرانسه عصر پنجشنبه در نشست هیئت‌های عالیرتبه دو کشور در پاریس تأکید کردند که باید آینده روابط دو کشور بر پایه‌ای مستحکم بنا شود تاهر دو ملت از آن سود ببرند.

- حسن روحانی، رئیس‌جمهوری ایران و فرانسوا اولاند، رئیس‌جمهوری فرانسه پس از امضای ۲۰ سند همکاری میان دو کشور، در جمع خبرنگاران گفتند که امضای این اسناد بیانگر اراده جدی و مصمم تهران – پاریس برای همکاری‌های مشترک است.

- حسن روحانی، رئیس‌جمهوری اسلامی ایران پس از انجام سفری رسمی به کشورهای ایتالیا و فرانسه، پاریس را به مقصد تهران ترک کرد.

۱۱ بهمن 
- حسن روحانی، رئیس‌جمهوری در مراسم دیدار از مقبره سید روح‌الله خمینی در آستانه سالگرد پیروزی انقلاب گفت: «در هیچ شرایطی نباید به صندوق‌های آرا پشت کنیم اگر حضور مردم در صندوق آرای خرداد ۹۲ نبود امروز پیروزی در مذاکرات هسته‌ای و پایان تحریم‌ها را تجربه نمی‌کردیم؛ لذا امروز هم همان راه باید ادامه یابد و مردم باید در هر شرایطی در پای صندوق‌های آرا حضور یافته و بهترین‌ها را برای مجلس شورای اسلامی و مجلس خبرگان رهبری برگزینند.»

۱۳ بهمن 
- حسن روحانی، رئیس‌جمهوری در گفتگوی زنده تلویزیونی با مردم، با تبریک ایام مبارک دهه فجر انقلاب اسلامی به انتخابات هفتم اسفندماه اشاره کرد و اظهارداشت: «هفتم اسفند یک برگ زرین در تاریخ کشور خواهد بود و باید بهترین‌ها را برای مجلس خبرگان رهبری و مجلس شورای اسلامی برگزینیم.»

۱۴ بهمن 
- حسن روحانی، رئیس‌جمهوری در دیدار فرانک والتر اشتاین مایر، وزیر امور خارجه آلمان، به اجرای رسمی برنامه جامع اقدام مشترک (برجام) اشاره کرد و گفت: «باید با بهره‌گیری از فرصتهای پسابرجام و پساتحریم، سطح همکاری‌های دو کشور را ارتقاء داد، به‌ویژه اینکه آلمان در دوره‌ای نخستین شریک تجاری ایران در میان کشورهای عضو اتحادیه اروپا بوده است.»

- حسن روحانی، رئیس‌جمهوری در مراسم رونمایی از دستاوردهای فناوری فضایی کشور اعلام کرد که کشور از مرحله برجام یک با موفقیت عبور کرده و اکنون زمان اجرای برجام ۲ یا همان «برنامه جامع اقدام مشترک ملی» است.

۱۷ بهمن 
- حسن روحانی، رئیس‌جمهوری برای افتتاح چند طرح عمرانی، بهداشتی و صنعتی در استان خراسان رضوی، با استقبال استاندار، نماینده ولی فقیه و امام جمعه مشهد و جمعی از مقامات ارشد محلی وارد فرودگاه بین‌المللی شهید هاشمی‌نژاد مشهد شد.

- حسن روحانی، رئیس‌جمهوری در مراسم آغاز عملیات اجرایی برقی شدن راه‌آهن تهران- مشهد، هماهنگی قوا و نهادها را برای سرعت بخشیدن به روند توسعه کشور ضروری دانست و تأکید کرد: باید برجام ۲ را برای توسعه کشور آغاز کنیم.

۱۸ بهمن 
- حسن روحانی، رئیس‌جمهوری در همایش ملی «زنان، اعتدال و توسعه» که به میزبانی حزب اعتدال و توسعه برگزار شد، گفت: «اگر چه گاهی انتخاب بسیار دشوار می‌شود، اما همه باید در هر شرایطی هفتم اسفند پای صندوق انتخابات حاضر شویم. انتخابگری یک وظیفه و مسئولیت بزرگ است و می‌دانیم که اگر حضور داشته باشیم، نفعی ولو اندک را به دست خواهیم آورد اما با عدم حضور حتماً زیان خواهیم برد و معلوم است که در چنین شرایطی، نفع کم را انتخاب خواهیم کرد. زنان در این عرصه نیز رسالت بزرگی بر دوش دارند و باید به مانند همه عرصه‌ها در این عرصه نیز حضور چشمگیر و مؤثر خود را ایفا کنند.»

- حسن روحانی، رئیس‌جمهوری در آیین اختتامیه سی و سومین دوره جایزه کتاب سال جمهوری اسلامی ایران و بیست و سومین دوره جایزه جهانی کتاب سال جمهوری اسلامی ایران اظهار داشت: «حتی اگر شرایط ایده‌آل کسی نباشد؛ همه باید پای صندوق‌های رای بروند و سرنوشت زیباتری را برای کشور رقم بزنند.»

- هیئت دولت در جلسه خود به ریاست حسن روحانی، رئیس‌جمهوری، پاداش پایان سال ۱۳۹۴(عیدی) کارکنان دولت را مبلغ ثابت ۶ میلیون و ۸۸۰ هزار ریال تعیین کرد.

۱۹ بهمن 
- حسن روحانی، رئیس‌جمهوری در مراسم تجلیل از خانواده شهدای هسته‌ای و افتخار آفرینان برجام گفت: «دستاورد هسته‌ای حاصل تلاش همه دولت‌های آقایان هاشمی رفسنجانی، خاتمی و احمدی‌نژاد است که هر یک به سهم خود تلاش کردند و به دنبال خلق افتخار برای این ملت بودند.»

- حسن روحانی، رئیس‌جمهوری در دیدار الکسیس سیپراس، نخست‌وزیر یونان با اشاره به روابط رو به رشد تهران – آتن، گفت: «نگاه ما به یونان به‌عنوان صرفاً یک عضو اتحادیه اروپا نیست؛ ایران و یونان دو کشوری هستند که در پهنه تاریخ به دانش بشریت و تحولات علمی جهان کمک فراوانی کرده‌اند.»

- حسن روحانی، رئیس‌جمهوری در گفتگوی تلفنی با «گنورگی کویر یکاشویلی»، نخست‌وزیر تاجیکستان با تشکر از تبریک وی به مناسبت موفقیت در مذاکرات هسته‌ای و اجرای رسمی برنامه جامع اقدام مشترک (برجام)، گفت: «موفقیت مذاکرات هسته‌ای و نتایج آن، یک پیروزی بین‌المللی برای دیپلماسی بود.»

 ۲۰ بهمن 
- حسن روحانی، رئیس‌جمهوری در مراسم بهره‌برداری هم‌زمان از ۱۳۸ پروژه مصوب سفرهای استانی، بنای دولت یازدهم را واگذاری اقتصاد به مردم و حمایت از بخش خصوصی با هدف ایجاد رفاه و رونق اقتصادی در کشور برشمرد و تأکید کرد: «ما با صراحت به دولتمردان دنیا نیز گفته‌ایم که دنبال تولید و صادرات مشترک هستیم.»

 ۲۱ بهمن 
- حسن روحانی، رئیس‌جمهوری در مراسم بهره‌برداری هم‌زمان از ۵۴۹ پروژه آموزشی، پرورشی و ورزشی در سراسر کشور گفت: «همگان باید برای تحقق «برجام ۲» بکوشند؛ آموزش و پرورش در صف نخست.»

- حسن روحانی، رئیس‌جمهوری در دیدار سفرا و رؤسای نمایندگی‌ها و سازمان‌های خارجی مقیم تهران اعلام کرد: «جمهوری اسلامی ایران با موقعیت جغرافیایی راهبردی و امکانات و توانمندی‌های اقتصادی گسترده، آماده تعامل و همکاری با همه کشورهای جهان است.»

 ۲۲ بهمن 
- حسن روحانی، رئیس‌جمهوری در اجتماع مردم تهران به‌مناسبت سالگرد انقلاب اسلامی در ۲۲ بهمن در میدان آزادی با تأکید بر اینکه «بین انقلاب و اعتدال، بین انقلاب و اصول و بین انقلاب و اسلام فاصله‌ای وجود ندارد»، اظهارداشت: «اصولگرا، اصلاح‌طلب و اعتدالگرای واقعی، همه انقلابی هستند. باید زبان انقلاب را روزآمد کنیم. ما اهل گفتگو، منطق، مذاکره و تفاهم هستیم و انقلابی در عصر ما یعنی اهل مشارکت انقلابی، مدارا، مقاومت و یعنی اینکه کالای کشورش در بازار جهانی توان رقابت داشته باشد و یعنی اهل امید، نشاط و سازندگی. همه باید برای تحقق برجام ۲ دست به دست هم دهیم.

 ۲۴ بهمن 
- حسن روحانی، رئیس‌جمهوری در مجمع عمومی سالیانه بانک مرکزی گفت: «باید امروز برجام ۲ را تدوین کنیم، اظهار داشت: «برجام ۲ باید با مشارکت همه و برای پیشرفت ایران اسلامی تدوین و به مرحله اجرا درآید.»

 ۲۵ بهمن 
- حسن روحانی، رئیس‌جمهوری اسلامی ایران صبح یکشنبه در مجموعه فرهنگی - تاریخی سعدآباد تهران از جان درامانی ماهاما، رئیس‌جمهوری غنا به‌طور رسمی استقبال کرد.

- جمهوری اسلامی ایران و غنا در راستای تعمیق و تحکیم مناسبات و همکاری‌های مشترک ۲ سند و یادداشت تفاهم همکاری امضاء کردند.

- حسن روحانی، رئیس‌جمهوری پس از مراسم امضای اسناد مشترک همکاری میان تهران - آکرا، در نشست مطبوعاتی مشترک با رئیس‌جمهور غنا شرکت کرده بود، به خبرنگاران گفت: «ایران و غنا زمینه‌های فراوانی برای همکاری در بخش‌های گوناگون از جمله نفت و گاز، پتروشیمی، ساخت نیروگاه و ارائه خدمات فنی، مهندسی و کشاورزی دارند.»

- حسن روحانی، رئیس‌جمهوری در نشست هیئت‌های عالی‌رتبه جمهوری اسلامی ایران و غنا، با بیان این که کشور غنا دارای سیاست خارجی مستقل و همگرا با کشورهای آفریقایی است، گفت: «توسعه و تقویت روابط تهران - آکرا در بخش‌های مختلف سیاسی، اقتصادی و فرهنگی ضروری است.»

## اسفند
۱ اسفند 
- حسن روحانی، رئیس‌جمهوری در همایش «کارگران، آینده اقتصاد ایران» که با حضور کارگران نمونه و نمایندگان تشکل‌های کارگری برگزار شد. همگان را به تلاش برای بهره‌گیری از فرصت‌های برنامه جامع اقدام مشترک (برجام) و آغاز «برجام ۲» با هدف رونق اقتصادی و وحدت و انسجام بیشتر در کشور فرا خواند.

۲ اسفند 
- حسن روحانی، رئیس‌جمهوری در دیدار یوسف بن علوی، وزیر امور خارجه عمان گفت: «روابط ایران و عمان که بر پایه دوستی، برادری و اعتماد متقابل بنا شده است، روابط نمونه و مثال زدنی در منطقه است و تهران از توسعه و تعمیق همکاری‌های اقتصادی با مسقط استقبال می‌کند.»

- حسن روحانی، رئیس‌جمهوری سرگئی شویکو، وزیر دفاع جمهوری روسیه را به حضور پذیرفت. او در این دیدار پس از دریافت گزارش آخرین تحولات در خصوص ثبات منطقه‌ای و روند مذاکرات مرتبط با آتش‌بس در سوریه از سوی وزیر دفاع روسیه، تأکید کرد که بحران سوریه تنها از طریق مذاکره سیاسی و احترام به حقوق ملت و مردم آن کشور که تصمیم‌گیر اصلی و نهایی دربارهٔ آینده سوریه هستند قابل حل است.

۴ اسفند 
- حسن روحانی، رئیس‌جمهوری در مجموعه فرهنگی - تاریخی سعدآباد تهران از آقای الهام علی اف، رئیس‌جمهوری آذربایجان به‌طور رسمی استقبال کرد.

- جمهوری اسلامی ایران و جمهوری آذربایجان برای توسعه و شتاب‌بخشیدن به سطح همکاری‌های مشترک، یازده موافقتنامه و یادداشت تفاهم همکاری امضا کردند.

- روسای جمهوری اسلامی ایران و جمهوری آذربایجان در نشست مشترک خبری با تأکید بر اشتراک نظر دو کشور در خصوص مسایل مهم دو جانبه، منطقه‌ای و بین‌المللی، توسعه همه‌جانبه روابط تهران – باکو را به نفع دو ملت و ملت‌های منطقه دانستند.

- حسن روحانی، رئیس‌جمهوری در نشست مشترک هیئت‌های عالی‌رتبه ایران و جمهوری آذربایجان با بیان اینکه امروز روابط دو کشور بیش از هر زمان دیگری نزدیک و صمیمانه است و در هیچ زمینه‌ای مانعی برای توسعه همکاری‌ها و روابط وجود ندارد، از گسترش و توسعه همکاری‌ها و روابط دو کشور در بخش‌های مختلف و امضای اسناد همکاری‌های مشترک، ابراز خرسندی کرد.

۵ اسفند 
- حسن روحانی، رئیس‌جمهوری در مراسم آغاز پنجاه و پنجمین سالروز تأسیس شرکت هواپیمایی هما، با تأکید بر اینکه دولت مصمم به بازسازی ناوگان هوایی کشور است، به اظهارات برخی منتقدان خرید هواپیماهای نو و نوسازی ناوگان هوایی کشور اشاره کرد و گفت: «توجه دولت یازدهم به جان، آبرو و امید ملت ایران است و ناوگان هوایی ایران باید به یک قدرت بزرگ هوایی در حوزه حمل و نقل مسافر و بار تبدیل شود.»

- حسن روحانی، رئیس‌جمهوری در گفتگوی تلفنی با ولادیمیر پوتین، رئیس‌جمهوری روسیه، آتش‌بس، توقف درگیری‌ها و شروع کمکهای نوع دوستانه را گامی در جهت منافع مردم سوریه دانست و در عین حال تأکید کرد که روند اجرای آتش‌بس موقت، نباید به فرصتی برای تروریست‌ها جهت تجدید قوا و دریافت کمکهای جدید مالی و تسلیحاتی تبدیل شود.

۷ اسفند 
- حسن روحانی، رئیس‌جمهوری صبح جمعه و در نخستین دقایق آغاز کار رأی‌گیری برای انتخاب نمایندگان پنجمین دوره مجلس خبرگان رهبری و دهمین دوره مجلس شورای اسلامی، با حضور در وزارت کشور رأی خود را به صندوق ریخت.

- حسن روحانی، رئیس‌جمهوری بعد از رای دادن گفت: «فرای اینکه نتیجه انتخابات چه باشد، همه ملت ایران، احزاب و جناح‌ها پیروزند و بازنده‌ای وجود ندارد و امیدوارم نتیجه انتخابات، نشاط برای همه کشور باشد.» او با تأکید بر این که «هر مجلسی با هر ترکیبی که با نظر مبارک مردم شکل گیرد برای دولت محترم است»، افزود: «همه مردم به آرای اکثریت احترام خواهند گذاشت و اتکاء ما به اکثریت آراء و نگاه ما نیز به صندوق‌های آراء امروز خواهد بود.» او همچنین تأکید کرد که دولت همه توان خود را برای حراست از آرای مردم به کار خواهد گرفت.

۸ اسفند 
- حسن روحانی، رئیس‌جمهوری در مجموعه فرهنگی - تاریخی سعدآباد تهران از آقای «یوهان اشنایدر آمان» رئیس‌جمهوری کنفدراسیون سوئیس به‌طور رسمی استقبال کرد.

- در نشست مشترک هیئت‌های عالی‌رتبه جمهوری اسلامی ایران و سوئیس با بیان اینکه روابط دو کشور بسیار باسابقه، دوستانه و دارای قدمتی ۱۴۰ ساله است، گفت: امروز در فضای پسابرجام و پساتحریم، فرصت خوبی برای توسعه همه‌جانبه روابط و همکاری‌ها با یکدیگر داریم که باید در این راستا بیشتر تلاش کنیم.

- حسن روحانی، رئیس‌جمهوری در نشست خبری مشترک با همتای سوئیسی خود تصریح کرد: «ایران و سوئیس در زمینه مسایل دوجانبه و منطقه‌ای، اختلاف نظری ندارند و با اشتراک نظر، مصمم به توسعه و تعمیق روابط و همکاری‌های خود در عرصه‌های مختلف هستند.»

- جمهوری اسلامی ایران و کنفدراسیون سوئیس در بیانیه‌ای مشترک اعلام کردند که دو کشور برای توسعه و نهادینه کردن یک چارچوب همکاری مشترک و دراز مدت در حوزه‌های دوجانبه، منطقه‌ای و چندجانبه، یک نقشه راه تدوین کرده‌اند.

- حسن روحانی، رئیس‌جمهوری طی تماس تلفنی با حسن هاشمی، وزیر بهداشت، درمان و آموزش پزشکی که از سوی وی برای رسیدگی به وضعیت درمانی واعظ طبسی به مشهد سفر کرده است؛ گزارش وضعیت پزشکی و درمانی تولیت آستان قدس رضوی را بررسی و دستورها لازم را صادر کرد.

- حسن روحانی، رئیس‌جمهوری در تماس تلفنی که توسط «الهام علی اف» انجام شد، به سفر اخیر وی به تهران اشاره کرد و تأکید نمود: «اجرای سریع توافقات دو کشور می‌تواند سطح همکاری‌های دوجانبه و منطقه‌ای را بیش از پیش عمق و وسعت دهد.»

- حسن روحانی، رئیس‌جمهوری در پیامی با ستایش از مردم بزرگ ایران که با حماسه آفرینی خود در انتخابات مجلس خبرگان رهبری و مجلس شورای اسلامی، رهنمودهای رهبر انقلاب را محقق کردند، تأکید کرد که؛ «نام جمهوری اسلامی ایران با نمایش قدرت انتخاب ملت، بلندآوازه تر شد.»

۱۱ اسفند 
- حسن روحانی، رئیس‌جمهوری در همایش بین‌المللی صنعت خودرو با رویکرد اقتصاد مقاومتی گفت: «انتخابات معنا داری در ایران انجام شد و آرای مردم صدها جلد کتاب حرف و رهنمود برای همگان دارد و امیدوارم همه ما درس آموز از مکتب ملت ایران باشیم و بدانیم این ملت سربلند در هر مقطعی آرا و حرکتش تأثیرگذار در سرنوشت این کشور بوده و خواهد بود..»

- حسن روحانی، رئیس‌جمهوری در دیدار «لازار کومانسکو» ُ، وزیر امور خارجه رومانی گفت: «سطح همکاری‌ها و حجم مبادلات اقتصادی دو کشور با توجه به امکانات و توانمندی‌های گسترده در عمده بخش‌های اقتصادی از جمله انرژی و صنایع باید ارتقاء یابد و تلاشی مضاعف در این حوزه، ضروری است.»

۱۴ اسفند 
۱۵ اسفند 
- حسن روحانی، رئیس‌جمهوری برای شرکت در مراسم تشییع پیکر عباس واعظ طبسی؛ از پیشتازان انقلاب اسلامی، وارد مشهد شد و در بدو ورود از سوی استاندار و شماری از مقامات ارشد محلی مورد استقبال قرار گرفت.

- حسن روحانی، رئیس‌جمهوری در مراسم تشییع و خاکسپاری پیکر واعظ طبسی شرکت کرد.

- حسن روحانی، رئیس‌جمهوری در دیدار احمد داووداغلو، نخست‌وزیر ترکیه با اشاره به اینکه ایران و ترکیه دو کشور برادر و همسایه با اشتراکات فراوان دینی و فرهنگی هستند، گفت: «اساس تفکر دینی در دو کشور با برخی کشورهای خشونت‌طلب کاملاً متفاوت است، امروز برقراری وحدت اسلامی و همبستگی میان مسلمانان رسالت و وظیفه بزرگ همگانی است و تهران و آنکارا به‌عنوان دو کشور مهم همسایه می‌توانند در برقراری اتحاد دنیای اسلام، گام‌های سازنده و مؤثری بردارند.

۱۶ اسفند 
- حسن روحانی، رئیس‌جمهوری در نشست خبری با رسانه‌های داخلی و خارجی گفت: «من بسیار خوشحالم که در میان همه جناح‌ها و احزاب و گروه‌ها عمدتاً معتدلین انتخاب شدند و این بسیار مهم است و به این معناست که مردم ما میانه‌روی را برگزیده‌اند و معنای آن این است که مردم راهی را که در سال ۹۲ انتخاب کردند، ادامه دادند و پیام مردم به همه مسئولان این است که از شما همدلی می‌خواهیم… بسیار امیدوارم که در دوران مجلس دهم، شرایط بهتری را برای همکاری داشته باشیم. آنچه مردم از ما می‌خواهند این است که قوا برای حل مشکلات مردم در کنار هم باشند. مردم دعوا و بداخلاقی را دوست ندارند، مردم در هفتم اسفندماه پاسخ بداخلاقی‌ها را دادند و گفتند که تهمت، افترا و شعارهای غلط نتیجه معکوس می‌دهد لذا همه باید در مسیر اخلاق، حقوق و رفاه و قدرت ملی و آینده درخشان این کشور گام برداریم… به مجلس آینده امیدوارم. البته کار اصلی را مردم ایران انجام دادند و باید از مردم سراسر کشور تشکر کنم به‌ویژه مردم تهران که دو کار مهم انجام دادند، یکی اینکه ۴۶ اسم نوشتند که کار سخت و مهمی نسبت به شهرهای بزرگ دیگر است و با حوصله این کار را انجام دادند. مردم تهران با هوشمندی کار را یکسره کردند و اجازه ندادند به دور دوم برسد چرا که تنظیمات دور دوم انتخابات علاوه بر مسایل بودجه‌ای، کار سختی است.» او همچنین خاطر نشان کرد که برجام ۲ باید برای ساختن ایران اسلامی آغاز شود.

۱۷ اسفند 
- حسن روحانی، رئیس‌جمهوری به‌منظور انجام بیست و پنجمین سفر استانی کاروان تدبیر و امید وارد یزد شد.

- حسن روحانی، رئیس‌جمهوری در فرودگاه یزد و در جمع خبرنگاران اعلام کرد که دولت یازدهم طرحهای گسترده‌ای برای توسعه استان یزد در دستور کار دارد که در جریان این سفر، جزئیات این طرح‌ها تشریح می‌شود.

- کاروان تدبیر و امید مورد استقبال گسترده و کم‌نظیر مردم استان یزد قرار گرفت.

- حسن روحانی، رئیس‌جمهوری در اجتماع بزرگ مردم استان یزد با بیان اینکه «دولت یازدهم ارزش پولی ملی، ثبات بازار ملی و روند کاهنده تورم را باوجود کاهش شدید و کم سابقه درآمدهای نفتی حفظ نموده»، اطمینان داد که سال ۹۵، سال شکوفایی و رونق اقتصادی ایران خواهد بود. او در این سخنرانی ضمن یاد کردن از نام سید محمد خاتمی که از سوی قوه قضاییه ممنوع‌التصویر و خبر شده گفت: «در همان مجلس اول از اردکان نیز برادر عزیزم حجت‌الاسلام و المسلمین سید محمد خاتمی حضور داشت. مردم بزرگ و قهرمان ایران، خدمتگزاران و آنانی را که برای عظمت این کشور تلاش کرده‌اند، هیچ وقت فراموش نخواهد کرد و هیچ‌کس هم نمی‌تواند نام و عظمت این خدمتگزاران را خاموش کند.» در این سفر محمدرضا عارف سرلیست لیست امید که در انتخابات مجلس مورد حمایت اصلاح طلبان و حامیان دولت بود و توانست به‌عنوان نفر اول به مجلس دهم راه یابد، نیز حضور داشت.

در این سفر محمدرضا عارف سرلیست لیست امید که در انتخابات مجلس مورد حمایت اصلاح طلبان و حامیان دولت بود و توانست به‌عنوان نفر اول به مجلس دهم راه یابد، نیز حضور داشت؛ و روحانی در سخنرانی خود از همراهیهای وی تشکر کرد.
- حسن روحانی، رئیس‌جمهوری در جلسه توسعه ظرفیت‌های سرمایه‌گذاری استان یزد ضمن اشاره به حکم اعدام صادره برای بابک زنجانی، مفسد اقتصادی بزرگ ایران گفت: «حالا می‌گویند که این فرد محکوم به اعدام شده است، اما سؤال مردم این است که بالاخره این مقدار پول کجا رفته است؟ و چه کسانی از وی حمایت کرده و این فضا را ایجاد کردند تا بتواند چنین کاری را انجام دهد. خواست مردم این است که بفهمند این فرد چگونه و با اجازه چه کسی توانست نفت بفروشد و این همه پول الان کجا رفته است؟ و تا این گونه مسایل روشن نشود، فساد در کشور از بین نمی‌رود. اگر مفسدی را پیدا کردیم باید ریشه شکل‌گیری آن را پیدا کرده و آن را بخشکانیم چرا که در جامعه‌ای که فساد باشد نمی‌شود رونق ایجاد کرده و در فعالیت‌های اقتصادی با دنیا وارد رقابت شد، باید با فساد در هر سطحی که هست مبارزه کرد.»

- حسن روحانی، رئیس‌جمهوری در پایان سفر کاروان تدبیر و امید به استان یزد در جمع خبرنگاران، دربارهٔ دستاوردهای این سفر افزود: «این طرح‌ها که پیش از سفر کاروان تدبیر و امید در جلسات تهران با حضور وزرا و استاندار مورد بحث و بررسی قرار گرفت، در زمینه‌های راه، راه‌آهن، تأمین آب به‌ویژه آب آشامیدنی روستاییان، تکمیل گازرسانی به روستاها، طرح‌های ورزشی، فرهنگی، عمران شهری، برق، گردشگری، مخابرات و بهداشت و درمان درنظر گرفته شده است.»

۱۹ اسفند 
- حسن روحانی، رئیس‌جمهوری هم‌زمان با هفته منابع طبیعی و پس از غرس یک اصله نهال، همگان را به تلاش در مسیر نهضت بزرگ حفاظت از محیط زیست و گسترش فضای سبز فرا خواند و تأکید کرد: «تقویت کارهای فرهنگی و فرهنگسازی در حوزه اهمیت و جایگاه محیط زیست و ضرورت حفظ فضای سبز، به‌ویژه برای نسل جوان و نوجوان کشور بسیار با اهمیت است.»

۲۲ اسفند 
- حسن روحانی، رئیس‌جمهوری در سومین همایش بزرگداشت روز شهید با تجلیل و ستایش از مقام شهدای انقلاب اسلامی و دوران دفاع مقدس و صبر و مقاومت خانواده این شهدا تأکید کرد: «انقلابی بودن به این معنا نیست که ما در سخن و بیان انقلابی حرف بزنیم اما در مقام عمل نتوانیم چنان‌که شایسته است از منافع ملت و کشور دفاع کنیم. شکستن و زیر پا گذاشتن تحریم‌های ظالمانه، اقدامی انقلابی است.»

۲۳ اسفند 
- حسن روحانی، رئیس‌جمهور برای شرکت در مراسم اولین سالگرد درگذشت مادرش سکینه پیوندی در سرخه حضور یافت.

- حسن روحانی، رئیس‌جمهور به‌طور سرزده از یکی از پایگاه‌های امداد و نجات بین شهری (جاده‌ای) جمعیت هلال احمر در مسیر اتوبان سمنان به تهران بازدید و ضمن گفتگو با امدادگران این پایگاه‌ها، از تلاش کارکنان هلال احمر و همه بخش‌هایی که در جاده‌های کشور، به‌ویژه در تعطیلات نوروزی به‌طور شبانه‌روزی مشغول خدمات‌رسانی به مردم هستند، تقدیر کرد.

۲۴ اسفند 
- حسن روحانی، رئیس‌جمهوری و ترونگ تان سانگ رئیس‌جمهوری ویتنام بلافاصله پس از پایان مراسم استقبال رسمی و سان دیدن از یگان تشریفات در سعد آباد وارد محل مذاکرات دوجانبه شدند. بررسی راه‌های گسترش هرچه بیشتر روابط تهران و هانوی در عرصه‌های مختلف سیاسی، اقتصادی و فرهنگی از مهم‌ترین محورهای مذاکرات رؤسای جمهور دو کشور است.

- حسن روحانی، رئیس‌جمهوری در نشست مشترک هیئت‌های عالیرتبه ایران و ویتنام با بیان این که دو کشور در بسیاری از زمینه‌ها و مسایل سیاسی، منطقه‌ای و بین‌المللی، منافع مشترک و نقطه نظرات نزدیکی دارند، گفت: «ظرفیت‌های بسیار خوبی برای توسعه همکاری‌ها و روابط میان تهران و هانوی وجود دارد که باید از آن‌ها در راستای توسعه مناسبات همه‌جانبه و منافع دو ملت استفاده کنیم.»

- حسن روحانی، رئیس‌جمهوری در نشست مشترک خبری با همتای ویتنامی خود تأکید کرد: «ایران و ویتنام، تجربیات و منافع مشترکی در سطح منطقه‌ای و جهانی دارند و امروز می‌توانیم این دو مؤلفه را در راستای دستیابی به اهداف مشترک دو کشور هر چه بیشتر فعال کنیم.»